# Indy Fuel
Indy Fuel är ett amerikanskt professionellt ishockeylag som spelar i den nordamerikanska ishockeyligan ECHL sedan 2014. Laget spelar sina hemmamatcher i inomhusarenan Indiana Farmers Coliseum, som har en publikkapacitet på 6 300 åskådare vid ishockeyarrangemang, i Indianapolis i Indiana. De är samarbetspartner med Chicago Blackhawks i National Hockey League (NHL) och Rockford Icehogs i American Hockey League (AHL). Fuel har ännu inte vunnit nån Kelly Cup, som är trofén till det lag som vinner ECHL:s slutspel.
Spelare som har spelat för dem är bland andra Jonathan Carlsson, Collin Delia, Cédrick Desjardins, Justin Holl, Nick Petrecki, Robin Press, Geoff Walker och Ben Youds.